# Leopoldo Torres Balbás
Leopoldo Torres Balbás (Madrid, 23 maggio 1888 – Madrid, 21 novembre 1960) è stato un architetto e restauratore spagnolo.

## Biografia
Fu una figura importante nella conservazione e il restauro dei monumenti nel primo Novecento. Gran parte del suo lavoro si concentrò sull'eredità storica di al-Andalus (l'era islamica della Spagna) di Granada, in Spagna. Nel 1923 fu nominato curatore e capo architetto responsabile dell'Alhambra, dove i suoi lavori di restauro furono fondamentali per la conservazione del complesso di edifici medievali. Fu licenziato dal suo incarico nel 1936 dopo l'inizio della guerra civile spagnola e l'ascesa del fascismo nel paese. Dedicò il resto della sua vita all'insegnamento e alla ricerca.